# Ринхітиди
Ринхітиди  (Rhynchitidae Gistel, 1856), або ж букарки — родина жуків надродини Довгоносикоподібних (на думку частини ентомологів — це підродина у родині Трубкокрути (Attelabidae). Ці комахи — дрібного та середнього розміру, рослинноїдні, личинки їх харчуються всередині рослинних тканин. Дорослі жуки та личинки інколи завдають шкоди господарству. Описано близько 2000 видів цієї родини.

## Зовнішній вигляд
Ринхітиди — жуки із довжиною тіла в межах 1.3–13.0 мм. Основні ознаки:
- тіло має яскраве металічне забарвлення, лусочки на ньому відсутні;
- вусики 11-12-членикові, не колінчасті, з рихлою 3-4-члениковою булавою;
- головотрубка тонка, коротка або довга, вона не має вусикових борозенок або вони ледь по
- надкрила і передньоспинка без горбочків та шпичачків;
- стегна без зубців, гомілки прямі, без зазублин вздовж зовнішнього краю;

Фотографії див. на.
Личинки серпоподібні, товсті або тонкі, білі, жовті або коричневі, безногі, із двочлениковими вусиками.

## Спосіб життя
Дорослі жуки добре літають. Вони пов'язані з рослинами з 49 родин, більша частина — з айстровими, буковими і березовими. Імаго харчуються рослинними тканинами — підгризають судинні пучки молодих пагонів. Внаслідок цього пагони зав'ядають і відпадають. Для відкладання яєць самиця звичайно вигризає заглиблення у рослинних тканинах. Деякі дрібні види відкладають яйця у готові листкові трубки, згорнуті іншими видами ринхітид. Личинки проходять розвиток всередині вегетативних органів рослин, що зав'ядають, гниють або бродять. Це можуть бути молоді, підрізані жуками пагони, середня жилка листка, бутони або плоди.

## Географічне поширення
Представників цієї групи знайдено на всіх континентах, крім Антарктиди. У фауні України 29 видів з 13 родів ринхітид.

## Класифікація
Родина поділяється на три підродини: Isotheinae, Pterocolinae, Rhynchitinae

## Значення у природі та житті людини
Подібно до інших видів, ринхітиди є невід'ємною ланкою природних екосистем, споживаючи рослинні тканини і самі стаючи здобиччю тварин — хижаків та паразитів. Деякі види завдають відчутної шкоди садівництву та лісовому господарству (наприклад, букарка, довгоносик вишневий, довгоносик грушевий, казарка, трубкокрут березовий, инвольвулюс мідний — Involvulus cupreus). Вони пошкоджують рослини, знижують врожайність плодів, уповільнюють розвиток, переносять спори грибів-паразитів]]